# Maska pośmiertna

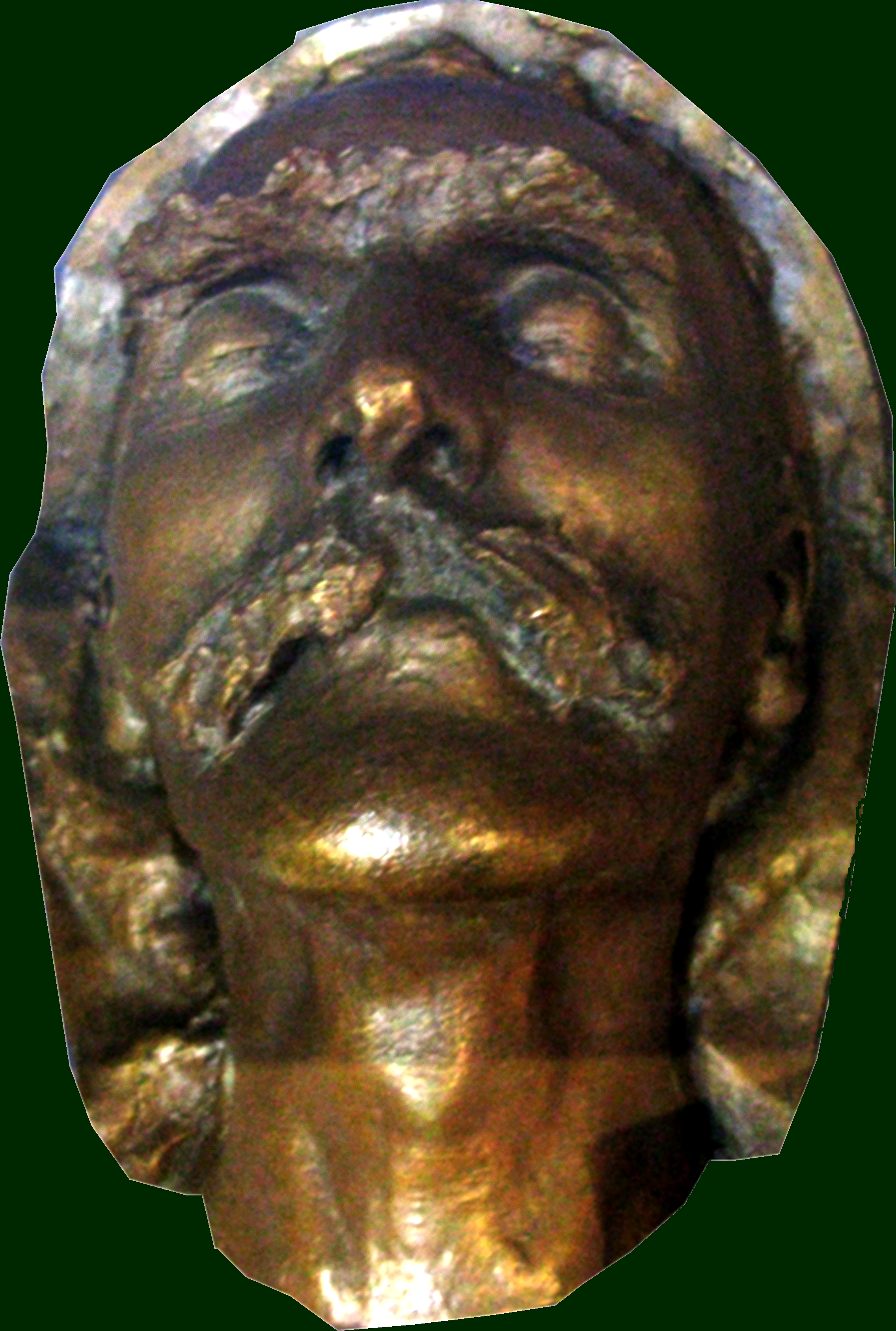
Maska pośmiertna Marszałka Polski Józefa Piłsudskiego

Maska pośmiertna – gipsowy lub woskowy odlew twarzy osoby zmarłej, wykonany w celu utrwalenia wizerunku tejże osoby.
Maski pośmiertne były sporządzane już w starożytności. Starożytni Grecy używali wosku do tworzenia masek pośmiertnych. Przypisywano im magiczną siłę i składano do grobów.
W średniowieczu maski pośmiertne nie były składane do grobów. Służyły jako ozdoba w bibliotekach, muzeach, uniwersytetach. Sporządzano je zarówno dla władców, jak i dla szlachty, bogatych mieszczan, znakomitych osobistości (poetów, filozofów, dramaturgów).
Maski pośmiertne były także popularne w czasach nowożytnych. W XX wieku w związku z rozwojem fotografii i zmianami w mentalności człowieka pojawiają się rzadko.
Maski pośmiertne były bardzo pomocne podczas sporządzania portretów. Dziś osoby biegle znające anatomię człowieka mogą stwierdzić, że dany portret został wykonany na podstawie maski pośmiertnej (występowanie pewnych pośmiertnych zmian na twarzy).